# Nadleśnictwo Bielsk
Nadleśnictwo Bielsk – jednostka organizacyjna Lasów Państwowych podległa Regionalnej Dyrekcji Lasów Państwowych w Białymstoku. Siedziba Nadleśnictwa znajduje się w Bielsku Podlaskim w powiecie bielskim, w województwie podlaskim.
Nadleśnictwo obejmuje część powiatów bielskiego, białostockiego i hajnowskiego.

## Historia
Historia leśnictwa bielskiego sięga XVI w. Nadleśnictwo Bielsk powstało w 1918. Po II wojnie światowej powiększyło się ono o znacjonalizowane przez komunistów lasy prywatne, należące dotychczas do majątków ziemskich oraz chłopów. W latach 1965–1999 powiększono powierzchnię lasów nadleśnictwa poprzez zalesienia ogromnej ilości gruntów nieleśnych.

## Ochrona przyrody
Na terenie nadleśnictwa znajdują się dwa rezerwaty przyrody:
- Czechy Orlańskie
- Jelonka

## Drzewostany
Typy siedliskowe lasów nadleśnictwa (z ich udziałem procentowym):
- borowe 80%
- lasowe 13%
- olsy 2%
- inne 5%

Gatunki lasotwórcze lasów nadleśnictwa (z ich udziałem procentowym):
- sosna 77%
- brzoza 6%
- świerk 5%
- olsza 5%
- dąb 2%
- inne gatunki 5%